# بنك هبوعليم
بنك هبوعليم (بالعبرية: בנק הפועלים) أكبر بنك في إسرائيل، ويعتبر ثاني أكبر شركة في إسرائيل حسب مجلة فوربس لعام 2015 بعد شركة باز النفطية .

## معرض صور

## وصلات خارجية
- الموقع الإلكتروني